# Level (singel)
"Level" – utwór zespołu The Raconteurs z albumu Broken Boy Soldiers wydany w 2007 jako singel radiowy w USA. Koncertowy teledysk do utworu został nakręcony przez Sophie Muller. Dźwięk został zmiksowany przez Kevina Shirleya z pomocą Jareda Kvitki w Document Room Studios.